# Cuvac eslovaco
Cuvac eslovaco[Nota] (em eslovaco: Slovenský čuvač) é uma raça de cão oriunda da Eslováquia. Esta raça, quase extinta após a Segunda Guerra Mundial, foi resgatada pelo veterinário Antonin Hruza. O čuvač é um kuvasz húngaro que vive em terras eslovacas, parente ainda do pasor de Tatra polonês. Apesar do uso primeiro ser como animal de pastoreio, os cruzamentos seletivos o tornaram um confiável cão de companhia. Fisicamente, podem atingir os 70 cm e pesar 45 kg. Sua pelagem é vasta e branca com manchas pequenas em outras cores.